# Ralph Cifaretto
Ralph Cifaretto, interpretato da Joe Pantoliano, è uno dei personaggi della serie televisiva I Soprano.
Nonostante la sua partecipazione allo show sia limitata alla terza e quarta stagione, Ralph Cifaretto è stato al centro della complessa struttura narrativa della serie fino ad essere uno dei personaggi principali.

## Personaggio
Esponente della malavita organizzata, ha un divorzio alle spalle, ha un figlio di nome Justin avuto dalla sua ex moglie Ronnie (la quale si è risposata). Ralph è un uomo ambizioso quanto irriverente, anche nei riguardi di coloro che sono una spanna sopra di lui nella gerarchia della "famiglia". La sua arroganza lo porta a essere detestato dato che sfocia in comportamenti infantili e irrispettosi.
Ha un ego smisurato, ciò si riflette in diversi suoi comportamenti, ad esempio circondandosi di donne oltre al fatto che non tollera di essere umiliato da nessuno, nella maniera più assoluta, questo è uno dei motivi per cui ha difficoltà a controllare i suoi attacchi di collera che lo portano a scatti di rabbia e violenza.
Curiosamente, benché pretenda di essere sempre rispettato da tutti, sul versante dell'intimità sessuale, Ralph ha delle tendenza masochiste, associabili alla parafilia, infatti è in grado di eccitarsi solo quando viene umiliato dalle donne, Tony lo scopre proprio da Valentina, amante di Ralph italo-cubana con la quale anche Tony intraprende una relazione, lei stessa lascia Ralph proprio perché stufa di prestarsi alle sue assurde pretese sessuali.

## Biografia
Cresciuto nel New Jersey con gli altri affiliati della Famiglia DiMeo Tony Soprano, Silvio Dante e Jackie Aprile, Sr., Ralph non ebbe una carriera veloce come gli altri membri, per non aver partecipato al colpo alla bisca clandestina di Michele "Feech" La Manna che, di fatto, aprì le porte dell'organizzazione ai nuovi mafiosi (come raccontato dallo stesso Ralph).
Prima di tornare nel Jersey nel 2000, ha trascorso molto tempo a Miami, dove è anche diventato schiavo della cocaina; il suo ritorno segue la scomparsa del capo degli Aprile, Richie.
Tornato all'interno della Famiglia DiMeo, Ralph entra subito in conflitto col boss Tony per il suo carattere violento e poco incline al dialogo: rivendica subito un posto di comando e trasgredisce a diversi ordini di Tony, agendo di testa sua. Tra i fedeli di Tony è in particolare Paulie Gualtieri quello che prova più antipatia per lui. Tony sopporta Ralph solo perché quest'ultimo porta molto denaro nel loro fondo cassa. 
Inizia anche diverse relazioni: prima con la vedova di Jackie Aprile Sr., Rosalie, tuttavia le è infedele, successivamente intraprende una storia con la sorella di Tony, Janice ma poi lei chiude la loro relazione realizzando che stava con Ralph solo per infastidire il fratello.
Il punto di rottura con Tony avviene con il massacro di Tracee, una giovane spogliarellista del Bada Bing che Ralph aveva preso come amante e da cui aspettava un figlio: accortosi dell'accaduto, Tony si scaglia su Ralph come una furia e solo l'intervento di Silvio e degli altri uomini della banda evita l'uccisione di Ralph.
Da lì in poi, i rapporti "professionali" tra i due diventano gelidi: Ralph si reca spesso dai Lupertazzi perché intercedano con Tony, che gli concederà la promozione a capomandamento solo dopo l'accidentale morte di Gigi Cestone.
Ralph viene anche incaricato da Tony di decidere la sorte di Jackie Aprile Jr. (ep. 39), suo figliastro all'epoca della relazione con Rosalie: Ralph deciderà per la sua eliminazione, che avviene per mano di Vito, uno dei suoi uomini di fiducia.
All'inizio della stagione 4, una battuta di Ralph sulla mole della moglie di Johnny Sack, Ginny Sacramoni, crea un conflitto tra i Lupertazzi e i DiMeo: Ralph scampa, a sua insaputa, a un attentato ai suoi danni. La sua sorte è solo rimandata: quando Tony scopre casualmente che Ralph è un masochista i rapporti fra i due peggiorano ulteriormente. La goccia che fa traboccare il vaso è la morte del cavallo di corsa di Tony, Pie-O-My, probabilmente ucciso da Ralph per intascare l'assicurazione. Il 22 febbraio 2003 Quando Tony si reca a casa di Ralph (ep. 48) lo trova fuori di sé per un incidente occorso a suo figlio e tra i due scoppia una violenta colluttazione: Tony uccide Ralph strangolandolo e poi chiama Chris perché ne occulti il cadavere. Chris, che a stento si regge in piedi, si presenta drogato all'appuntamento, i due riescono faticosamente a nascondere il corpo, dopo averlo fatto a pezzi nella vasca da bagno, ma Tony non perdonerà mai al nipote il suo atteggiamento e la morte di Ralph Cifaretto sarà sempre un fardello che peserà sui rapporti tra i due.

## Apparizioni dopo la morte
Appare in sogno a Tony nell'episodio 63, Sogni angoscianti.

## Omicidi commessi da Ralph Cifaretto
Pur non essendo l'esecutore materiale, Ralph è il mandante dell'uccisione di Jackie Aprile Jr..
- Tracee, la spogliarellista incinta dello stesso Ralph, nel parcheggio del Bada Bing (Ottobre 2000, ep. 32)